# Glouster

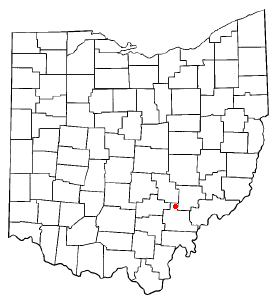
Glouster na planie stanu Ohio

Glouster – wieś w USA, w stanie Ohio. W roku 2000 miejscowość zamieszkiwały 1972 osoby.

## Nazwa
Nazwa miejscowości jest zniekształconą formą nazwy angielskiego hrabstwa Gloucester.